# Elvira Elias i Cornet
Elvira Elias i Cornet (Barcelona, 15 de maig de 1917 - Arenys de Mar, 25 de desembre de 2016) va ser una il·lustradora i escriptora de llibres infantils i cançoners, filla de l'il·lustrador Feliu Elias i Bracons.

## Biografia
Elvira Elias és la tercera filla del matrimoni Elias i Cornet. Des de molt petita va rebre una educació rigorosa proveïda pel seu pare, que li va permetre desenvolupar les seves aptituds artístiques. Va estudiar a l'Escola de Bibliotecàries i a l'Escola de la Llotja, tot i que no va poder finalitzar cap de les dues carreres degut a l'esclat de la Guerra Civil Espanyola.
El triomf franquista va menar l'autora i la seva família cap a l'exili francès, on va treballar fent il·lustracions científiques per a un cirurgià. La jove va decidir tornar a Barcelona l'any 1942 malgrat la repressió policial, on va començar a rebre encàrrecs creant i dissenyant cartells publicitàris per a botigues i marques de moda. La seva carrera com a il·lustradora reconeguda va començar l'any 1943 amb el llibre Mis canciones, de Palmira Jaquetti, una obra que li va confiar l'editora Conxita Zendrena, tot i que en aquell moment Elias no tenia encara cap obra notable que l'avalés dins el món de la il·lustració. L'any 1949 va contraure matrimoni amb l'advocat d'Arenys de Mar Fidel Córdoba, i es va traslladar a viure a la població marítima.
La delicadesa en el traç i la sensibilitat a l'hora d'il·lustrar personatges la van convertir en la dibuixant per excel·lència dels llibres per a infants de l'Editorial Ariel, on es va retrobar amb el seu amic Joan Sales quan aquest va retornar de l'exili mexicà. Les seves il·lustracions del primer volum de "Rondalles", Rondalles de Ramon Llull, Mistral i Verdaguer, així com una versió extraordinària de Tirant el blanc, adaptada als joves per Joan Sales, van tenir un èxit notable entre els lectors catalans. També fou una col·laboradora habitual de les obres de l'Editorial Juventud, entre les quals destaca especialment el llibre Casa de muñecas, prologat per Marià Manent, on l'autora va dissenyar un retallable que permetia construir una casa catalana. L'any 1948 va guanyar la Medalla de Bronze del Cercle de Belles Arts de Palma amb un dibuix que havia fet per a l'aparador de la botiga "El Dique Flotante".
La seva carrera com a il·lustradora es va veure frenada en caure malalt el seu marit, de qui va tenir cura fins que morí l'any 1971. Més endavant també es va fer responsable de la seva mare, viuda des de la mort de Feliu Elias l'agost de 1948. Aquests anys la van deixar fora del món editorial. L'autora, però, no va voler renunciar al seu ofici i va començar a experimentar amb la tècnica de la serigrafia, plasmant amb aquestes imatges poemes de grans autors com William Shakespeare, William Blake, Joan Maragall o Màrius Torres, entre d'altres. Tot i així, va seguir publicant il·lustracions de llibres de manera espontània fins a l'any 1988.
Residí a Arenys de Mar fins a morir-hi l'any 2016. La dibuixant hi feu una donació d'algunes de les seves serigrafies i dibuixos, custodiades en un fons especial al Museu d'Arenys de Mar. L'any 2007 l'ajuntament de la població li va organitzar un homenatge per celebrar els seus 90 anys.

## Estil
La trajectòria estilística de la carrera d'Elvia Elias no és constant ni uniforme. L'autora es va veure fortament influïda durant els seus inicis per l'estil del seu pare. Més endavant va veure com els editors li demanaven formes més endolcides i properes a l'estil de Mercè Llimona, que tant agradaven al públic i al qual es va adaptar perfectament. Elias va rebre també una forta influència de clàssics com Rembrandt o Botticcelli, així com de l'estil noucentista i barroc, que es pot observar en les il·lustracions de Tirant el blanc. Durant els anys seixanta va ser capaç d'adaptar-se als nous corrents artístics, deixant de banda les perspectives picades i encarant els dibuixos de manera frontal.

## Obres

### Il·lustració
- Jaquetti, Palmira. Mis canciones. Barcelona: Editorial Juventud S.A, 1943
- Fornesa, Pilar. La tienda del anticuario. Barcelona: Ediciones del Junco, 1945
- Granch, H.C. Fábulas de Fedro narradas a los ninos. Barcelona: Editorial Maucci, s.a [194?]
- Aplec de non – nons i cançons de bressol, recollides per Josep Gibert amb comentaris musicals del mestre Enric Roig i il·lustracions d'Elvira Elias. Barcelona: Tipolitografia Barcelona, 1948. (Edició numerada)
- Rondalles de Ramon Llull, Mistral i Verdaguer, "Rondalles", vol. Primer. Barcelona: Edicions Ariel, 1949
- Rondalles escollides de Guimerà, Caseponce i Alcover, "Rondalles", vol.Segon. Barcelona: Edicions Ariel, 1950
- Rondalles gironines i valencianes, "Rondalles" vol.Tercer. Barcelona: Edicions Ariel, 1951
- Manent,M. Casa de muñecas. Barcelona: Editorial Juventud S.A, 1951
- Martorell, Joanot. Tirant el Blanc, vol.Cinquè. Barcelona: Edicions Ariel, 1954
- Rocamora, Maria Luisa (Berta Font Lostau). La perfecta ama de casa. Barcelona: Osa Menos /Gassó Hnos. Editores, 1955
- Abel (Joaquim Cusí Fortunet). Fantasies i contes per a gent jove. Barcelona: Gráficas Marina S.A, 1961
- Sánchez Coquillat, M. Marcela. Un castillo en el camino, "Colección Juventud". Barcelona: Editorial Juventud, S.A, 1962. Premi de la CCEI de l'any 1963[6]
- Elias, Elvira, Dia Feliz, 1964
- Sánchez Coquillat, M.Marcela. Han raptado a Ney, "Colección Juventud". Barcelona: Editorial Juventud, S.A, 1968
- Contes a Cavall Fort (1962- 1972)
- de Pol, Ferran. Abans de l'Alba, "Col·lecció El Matí. Llibres per a l'Ensenyament", 2. Barcelona: Editorial SPES, S.A, 1972. Pròleg de Salvador Espriu
- Tester, Roy. Cuentos Populares ingleses, "Biblioteca de Bolsillo Junior". Barcelona, La Gaya Ciencia, S.A, 1980
- Garriga, Carme. Les nostres llegendes, "Lectures Moby Dick", núm.11. Barcelona: Editorial Granica, 1984
- Maria Aymerich, Carme Aymerich, Anna Izquierdo, Mireia Izquierdo. Contes, llegendes, veritats i fantasies, llibre de lectura 5è. D'EGB. Saragossa: Lluís Vives, 1987
- Sánchez Coquillas, M.Marcela. El niño que llegó de Kampuchea. Barcelona: Editorial Juventud, S.A, 1988

### Escriptura
- Dia Feliz,[Barcelona?] 1964
- Una senyora de Barcelona. Barcelona: Abadia de Montserrat; Arenys de Mar: Ajuntament d'Arenys de Mar, 2012

## Exposicions
- Dibuixos i aquarel·les. Llibreria Mediterránea. Del 19 de febrer al 3 de maig de 1944
- Serigrafies mòbils. Montecarlo
- Serigrafies mòbils. Galeria Matei de Barcelona, 1980

## Premis i reconeixements
- Medalla de Bronze del cercle de Belles Arts de Palma, 1948
- Premi de la Comisión Católica Española de la Infancia
- Homenatge de l'Ajuntament d'Arenys de Mar amb motiu dels 90 anys de l'autora, 2007